# Xizangia serrata
Xizangia serrata là loài thực vật có hoa thuộc họ Cỏ chổi. Loài này được D.Y. Hong miêu tả khoa học đầu tiên năm 1986.